# 493 (szám)
A 493 (római számmal: CDXCIII) egy természetes szám, félprím, a 17 és a 29 szorzata.

## A szám a matematikában
A tízes számrendszerbeli 493-as a kettes számrendszerben 111101101, a nyolcas számrendszerben 755, a tizenhatos számrendszerben 1ED alakban írható fel.
A 493 páratlan szám, összetett szám, azon belül félprím, a 492-vel Ruth–Aaron-párt alkot. Kanonikus alakban a 171 · 291 szorzattal, normálalakban a 4,93 · 102 szorzattal írható fel. Négy osztója van a természetes számok halmazán, ezek növekvő sorrendben: 1, 17, 29 és 493.
A 493 négyzete 243 049, köbe 119 823 157, négyzetgyöke 22,2036, köbgyöke 7,89979, reciproka 0,0020284. A 493 egység sugarú kör kerülete 3097,61036 egység, területe 763 560,95286 területegység; a 493 egység sugarú gömb térfogata 501 914 066,3 térfogategység.